# Megger Group Limited
Vous pouvez aider à l'améliorer ou bien discuter des problèmes sur sa page de discussion.
- Son texte doit être wikifié : il ne correspond pas à la mise en forme Wikipédia (style, typographie, liens internes, liens entre les wikis, etc.). (Marqué depuis janvier 2022)
- Les conventions bibliographiques ne sont pas respectées. La bibliographie et les liens externes sont à corriger. (Marqué depuis janvier 2022)
- La traduction doit être revue. Le contenu est difficilement compréhensible à cause d’erreurs de traduction, peut-être dues à l’utilisation d’un logiciel de traduction automatique. (Marqué depuis janvier 2022)

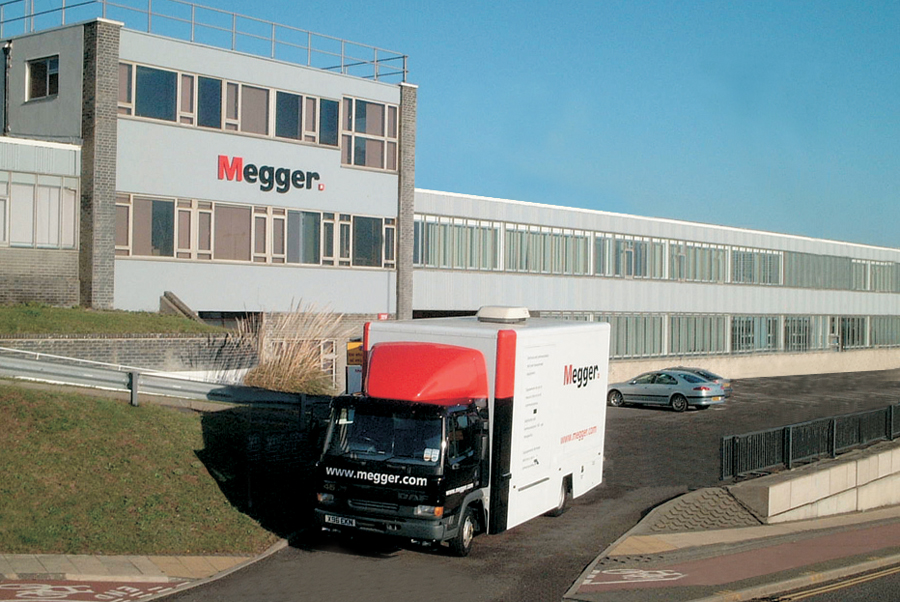
Site Megger à Douvres, Angleterre, Royaume-Uni

Megger Group Limited est une entreprise de fabrication britannique qui fabrique des équipements de test électroniques et des instruments de mesure pour les équipements électriques.
L'entreprise est connue pour ses testeurs d'isolation électrique. Elle fournit des produits liés aux domaines suivants : localisation de défauts de câbles, test de terre, mesure de faible résistance, qualité de l'alimentation, câblage électrique, testeurs d'isolement, multimètres, testeurs d'appareils portables, pinces ampèremétriques, transformateurs de courant, etc.

## Histoire
Au cours de son histoire, plusieurs entreprises ont été associées à Megger.

### Evershed & Vignoles

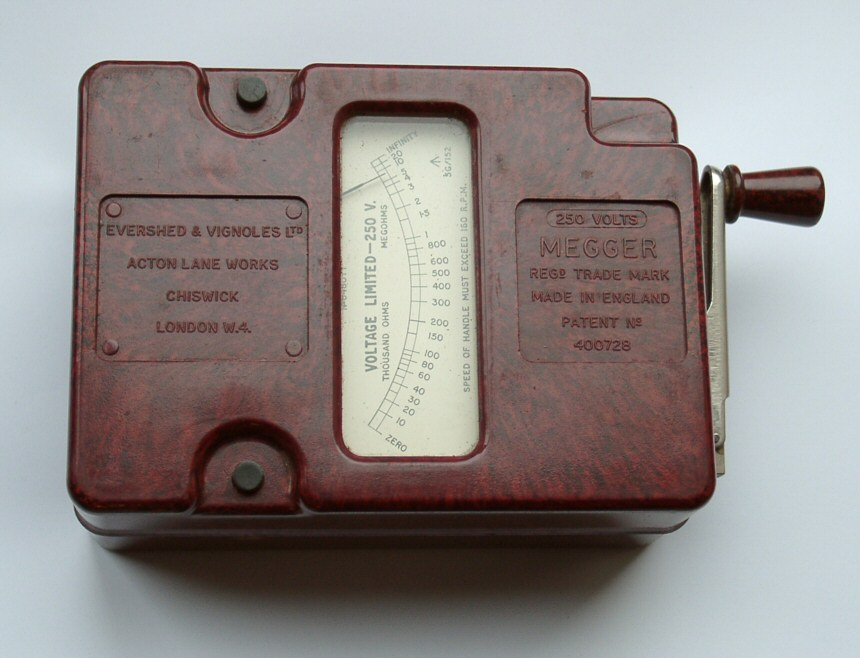
Testeur d'isolation Wee Megger

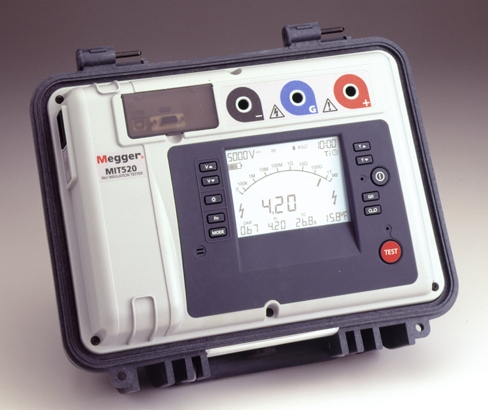
Version moderne du testeur d'isolement Megger MIT520/2

Sydney Evershed (1858–1939) et Ernest Vignoles (1865–1948) ont acheté la section instrument de Goolden and Trotter (où ils travaillaient tous les deux) et ont fondé Evershed & Vignoles Limited le 5 février 1895. Cependant, il est probable que les origines de Megger remontent à 1889. La société était basée à Acton Lane Works, Acton Green, Londres, où elle a déménagé de Westbourne Park en 1903.
Sydney Evershed a déposé plusieurs brevets pour divers appareils électriques,. L'un d'eux était pour une « dynamo manuelle », qui permettait de générer des tensions suffisamment élevées pour mesurer la résistance dans la gamme des mégohms et facilitait la construction du premier testeur d'isolement portable. Le Megaohm Meter a ensuite été nommé Megger, et le mot est devenu un nom de marque, enregistré le 25 mai 1903.
En raison des interférences électromagnétiques, les premiers testeurs d'isolement Megger ont été construits en deux boîtiers séparés – un pour la génération de tension et un pour la mesure. Ils ont ensuite été intégrés dans un seul appareil dans un boîtier en bakélite, avec une poignée pliable spéciale pour l'entraînement de la dynamo. Parmi ces équipements, on peut citer le « Wee Megger » (tension jusqu'à 500 V et résistance jusqu'à 20 mégohms), mais il y avait des appareils plus gros comme le « Major Megger », « Meg » « Megger isolation tester », qui pouvaient générer jusqu'à 2 500 V et mesurer une résistance jusqu'à 20 000 mégohms. La version moderne de Megger – modèle MJ15 – peut générer jusqu'à 5 kV. 
Dans les années 1920, l'entreprise employait environ 500 personnes. Ce nombre est passé à 1 000 pendant la Seconde Guerre mondiale, atteignant un maximum de 1 870 en 1967.
En 1965, Evershed & Vignoles Ltd. est devenue une partie du groupe George Kent.

### H.W. Sullivan Ltd
L'entreprise (créée en 1922) produisait des équipements de laboratoire de précision (par exemple des résistances, des inductances, des shunts, des galvanomètres, , etc.). HW Sullivan Ltd a été incorporée à Megger en 2002.

### AVO

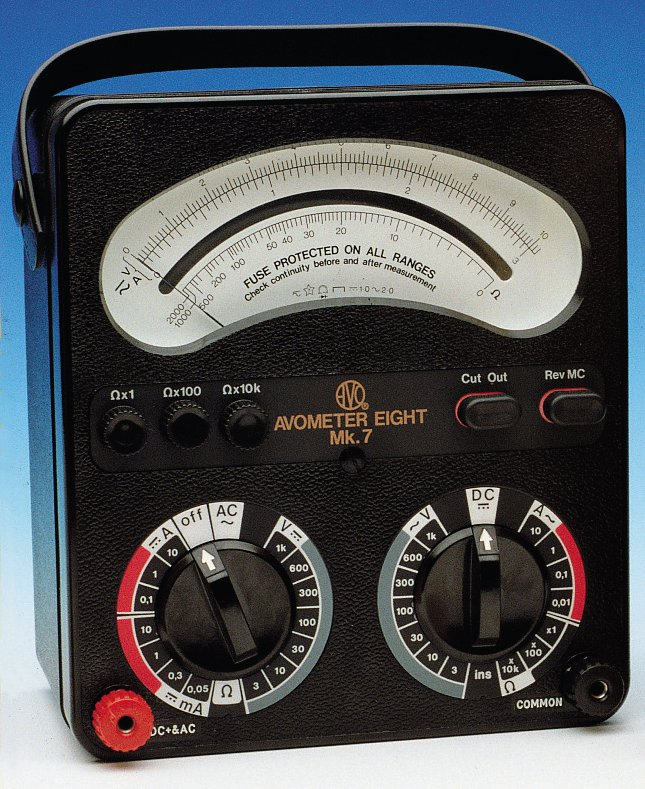
AVomètre modèle 8 Mk7.

L'invention du premier multimètre est attribuée à Donald Macadie (1871–1955), qui était le directeur de la Post Office Telephone Factory à Holloway, au nord de Londres. Il a obtenu le brevet GB 200977 le 26 juillet 1923,. Macadie a inventé un premier instrument, qui pouvait mesurer les ampères, les volts et les ohms, de sorte que le compteur multifonctionnel a ensuite été nommé AVO. L'Automatic Coil Winder and Electrical Equipment Company (ACWEECO) a été créée en 1922, principalement par RH Rawlings, pour exploiter à la fois le brevet Avometer et celui d'un enrouleur de bobine automatique également conçu par MacAdie (GB199417). Le premier AVO a été mis en vente en 1923, et bien qu'il s'agisse initialement d'un instrument uniquement à courant continu, de nombreuses caractéristiques sont restées presque inchangées jusqu'au dernier modèle 8.
ACWEECO est devenu plus tard connu sous le nom d'AVO Limited et a fabriqué des instruments avec la marque AVO.
Les instruments dérivés du multimètre AVO original ont été fabriqués en continu de 1923 jusqu'à ce que le modèle final (AVO Model 8 Mk 7) soit fabriqué en octobre 2008. Sa production a été interrompue uniquement en raison de problèmes croissants d'obtention de certaines pièces mécaniques pour le mouvement. L'AVO Model 8, un instrument universel de 20 000 ohms par volt, a été introduit en 1951 et des versions de ce modèle ont été largement utilisées, en particulier dans l'industrie, l'éducation et la recherche britanniques, pendant 57 ans sans modifications majeures des fonctions qu'il offrait,.
La société a également conçu et fabriqué d'autres instruments électroniques tels que des générateurs de signaux, des testeurs de vannes (tube à vide) et des compteurs de caractéristiques de vannes et des équipements spécialisés pour l'entretien radio.

### Institut de formation AVO
En 1963, Multi-Amp et AVO ont créé l'Institut Multi-Amp. En 2004, l'Institut est devenu AVO Training Institute, Inc. dont le siège est à Dallas, au Texas. AVO Training Institute a été créé pour dispenser une formation en génie électrique, en particulier en matière de sécurité, de maintenance et de test d'équipements électriques.
En 1996, l'Institut a été certifié ISO 9001.
La division AVO Electrical Engineering a été créée en 2002 et est spécialisée dans les études de systèmes électriques, en particulier l'analyse des risques d' arc électrique. 

### Thorn Electronics/EMI
En 1970, avec d'autres membres du groupe George Kent, la société a été acquise par Thorn Electrical Industries fondée en 1936. La société a été reprise par Thorn EMI en 1967 (liée à la société EMI), qui a également racheté en même temps AVO Limited.
En 1987, le nom de la société a été changé pour la première fois en Megger Instruments Limited.

## L'entreprise aujourd'hui

### mégohmmètre
Megger Instruments Limited est domiciliée, à Archcliffe Road, Dover, CT17 9EN, Kent, Angleterre, qui est également l'emplacement actuel de la succursale britannique de la société.
En 1991, la société a changé le nom en AVO Megger Instruments Limited. En 2000, la société est devenue connue sous le nom d'AVO International Holdings Limited et en 2002 sous le nom d'AVO International Limited.
Finalement, l'ensemble du groupe Megger a changé son nom en Megger Group Limited en 2002, qui est encore son nom actuel.
Le site de Douvres emploie environ 230 personnes. Au total (y compris les canaux de vente), Megger Group Limited emploie environ 1 500 personnes dans le monde.

### Biddle
Pendant de nombreuses années, la James G. Biddle Company, en Pennsylvanie, a été l'importateur américain des produits Megger, ainsi qu'un fabricant d'équipements sous son propre nom. En 1989, en utilisant des concepts introduits par Commonwealth Edison Company de Chicago, Biddle a commencé le développement d'une gamme d'équipements pour tester l'intégrité des grands systèmes de batterie, ce qui a conduit à la gamme de produits BITE (Battery Impedance Test Equipment).
En 1991, Biddle, Megger et MultiAmp se sont associés pour former AVO International. L'utilisation de la marque Biddle a été conservée pour de nombreux produits encore disponibles aujourd'hui. Biddle a été l'une des premières entreprises à fournir des localisateurs de défauts de câbles commerciaux.

### States
Megger Group Ltd. est propriétaire d'un site américain à Dallas, au Texas. Des borniers et des interrupteurs de test sont fabriqués sous la marque States (existante depuis les années 1940).

### PowerDB
PowerDB a été acquis à l'automne 2005. Ils fournissent un « logiciel de gestion des données de test d'acceptation et de maintenance » qui est compatible avec de nombreux produits Megger.

### Programme
Programma Electric AB était un fabricant suédois d'équipements de test et de mesure électrique fondé en 1976. Cette société a fourni des produits tels que : des analyseurs de disjoncteurs, des testeurs de charge de batterie, des testeurs d'injection primaire, des testeurs d' interrupteurs à vide, des micromètres et des instruments de test de relais de protection. L'usine de production était située à Täby, en Suède.
En mars 2001, Programma a été vendu à GE Energy et a rejoint Megger Group Ltd. en juin 2007, sous le nom de Megger Sweden AB. L'entreprise a été transférée en avril 2013 de Täby à Danderyd.

### Pax Diagnostics
En octobre 2008, Megger Group Ltd. a acquis Pax Diagnostics en Suède. Pax fabrique des équipements de test de transformateur et de diagnostic d'isolation. Pax Diagnostics a été fondée en 2004 par d'anciens employés de Programma Electric et est également basée à Täby. 

### SebaKMT
En juillet 2012, Megger a acquis SebaKMT, spécialisée dans la localisation et le test de défauts de câbles électriques et la détection de fuites.
SebaKMT possède ses principaux sites de développement et de fabrication en Allemagne et aux États-Unis.
SebaKMT a développé et introduit la méthode de réflexion d'arc pour tester les défauts électriques dans les câbles.

### Baker Instrument
L'entreprise a été acquise par Megger auprès du groupe SKF le 19 août 2018. Le fabricant britannique d'équipements de test Megger Group a conclu un accord avec SKF pour acheter son activité Baker Instrument qui fabrique des équipements pour tester et diagnostiquer les moteurs électriques et autres machines tournantes. Les termes de l'accord n'ont pas été divulgués.

## Propriété intellectuelle
Première marque déposée de la société, le nom Megger a été enregistré en 1903 et demeure la propriété intellectuelle de Megger Ltd.
La plupart des noms et marques des sociétés acquises appartiennent désormais à Megger Group Ltd. Outre « Megger » lui-même, les plus connus sont : AVO, Biddle, Biddle AVO, Biddle Megger, States, PowerDB, et récemment Programma et Pax Diagnostics.
Cependant, certains noms de produits sont également protégés : Megger, AVO, DLRO, MFT, MIT, MPRT, etc.
Le Groupe édite un magazine trimestriel protégé par le droit d'auteur mais distribué gratuitement intitulé « Testeur électrique » destiné aux ingénieurs électriciens susceptibles d'utiliser des produits de la gamme Megger.

### Brevets
Il est difficile d'évaluer le nombre réel de brevets, car certains d'entre eux ont été obtenus avant que les sociétés acquises ne rejoignent le groupe Megger. Le brevet original du testeur d'isolation Megger a plus de 100 ans.

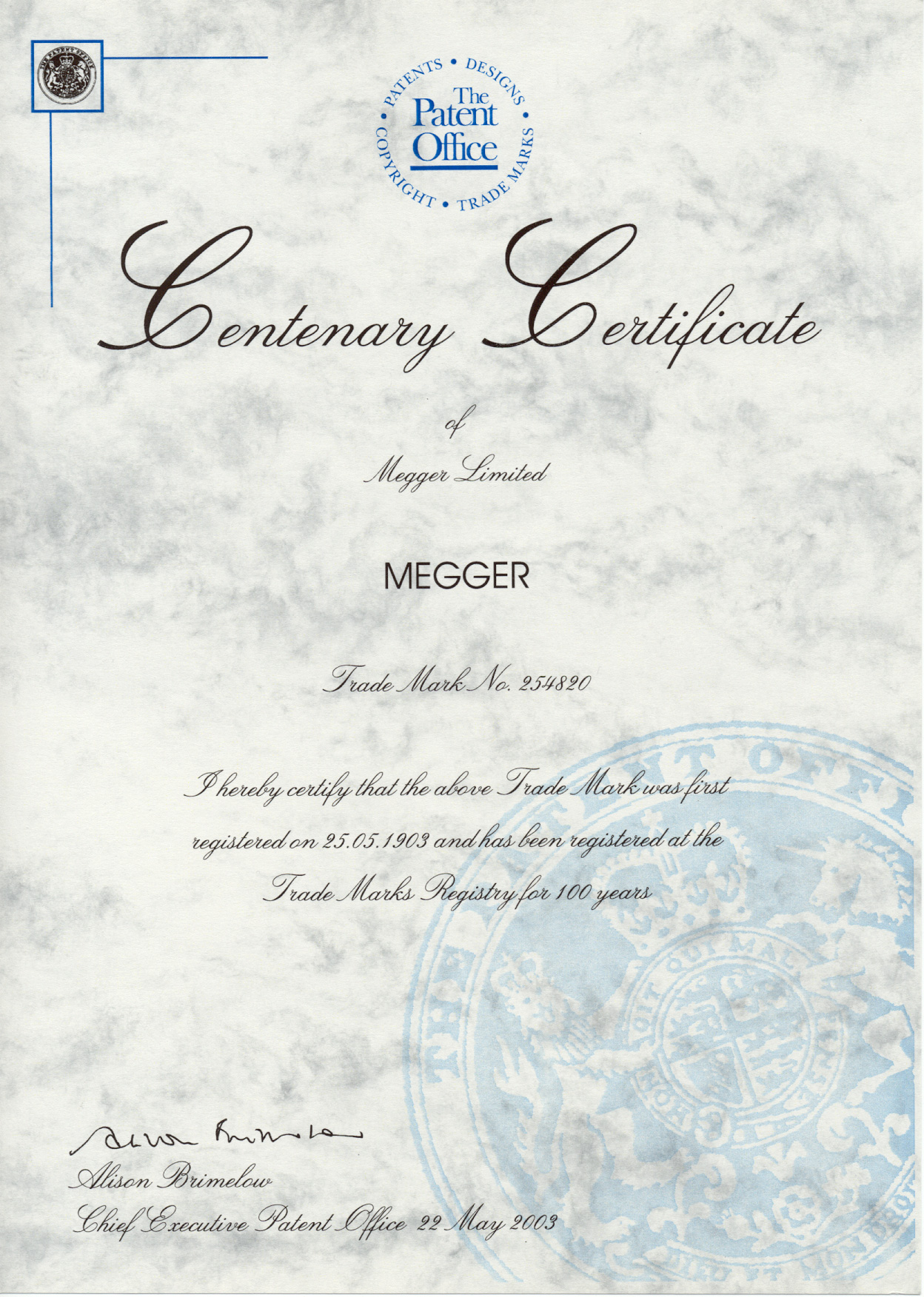
Certificat du centenaire de la marque Megger.

Le tableau montre une chronologie de certains appareils typiques introduits par les sociétés du groupe Megger (pas nécessairement couverts par des brevets).

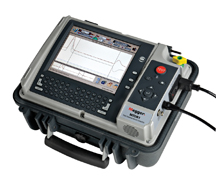
Réflectomètre temporel de Megger MTDR1

| An   | Appareil                                                                                   |
| ---- | ------------------------------------------------------------------------------------------ |
| 1889 | Testeur d'isolement portable (Megger)                                                      |
| 1908 | Ohmmètre à faible résistance (LRO)                                                         |
| 1923 | Multimètre avec ampères, volts et ohms (AVO)                                               |
| 1928 | Carte de test de wattheuremètre multistation                                               |
| 1942 | Boîte de charge résistive                                                                  |
| 1950 | Localisateur de défaut de câble                                                            |
| 1951 | Ensemble de test de relais de protection                                                   |
| 1953 | Système de détection de décharge partielle (Corona)                                        |
| 1968 | Multimètre numérique portatif                                                              |
| 1979 | Testeur d'impédance de boucle de terre de ligne numérique                                  |
| 1985 | Ensemble de test de courant élevé basé sur microprocesseur                                 |
| 1989 | Équipement de test d'impédance de batterie (BITE)                                          |
| 1990 | Ensemble de test automatique du facteur de puissance d'isolation 10 kV                     |
| 1990 | Ensemble de test de relais de protection à microprocesseur                                 |
| 1994 | Ensemble de test de compteur de wattheure piloté par DSP                                   |
| 1996 | Programme de logiciel de test basé sur Windows                                             |
| 1999 | Réflectomètre dans le domaine temporel avec technologie TX Null (TDR)                      |
| 2000 | Micro-ohmmètre à faible résistance (DLRO)                                                  |
| 2003 | Ensemble de test de relais haute puissance avec fonctionnalités utilisateur                |
| 2003 | Testeur multifonctions au design ergonomique                                               |
| 2005 | Testeur d'isolation 10kV insensible au bruit                                               |
| 2007 | Impédance de boucle dans un disjoncteur différentiel de test de circuit de test électrique |
| 2009 | Ensembles de test de rapport de transformation de transformateur triphasé (TTR)            |
| 2010 | Ohmmètre de transformateur (MTO)                                                           |
| 2010 | Système de localisation de défaut de câble (PFL)                                           |
| 2011 | Ensemble de test automatique de puissance d'isolement/facteur de dissipation 12 kV (DELTA) |

## Produits

### Fabrication

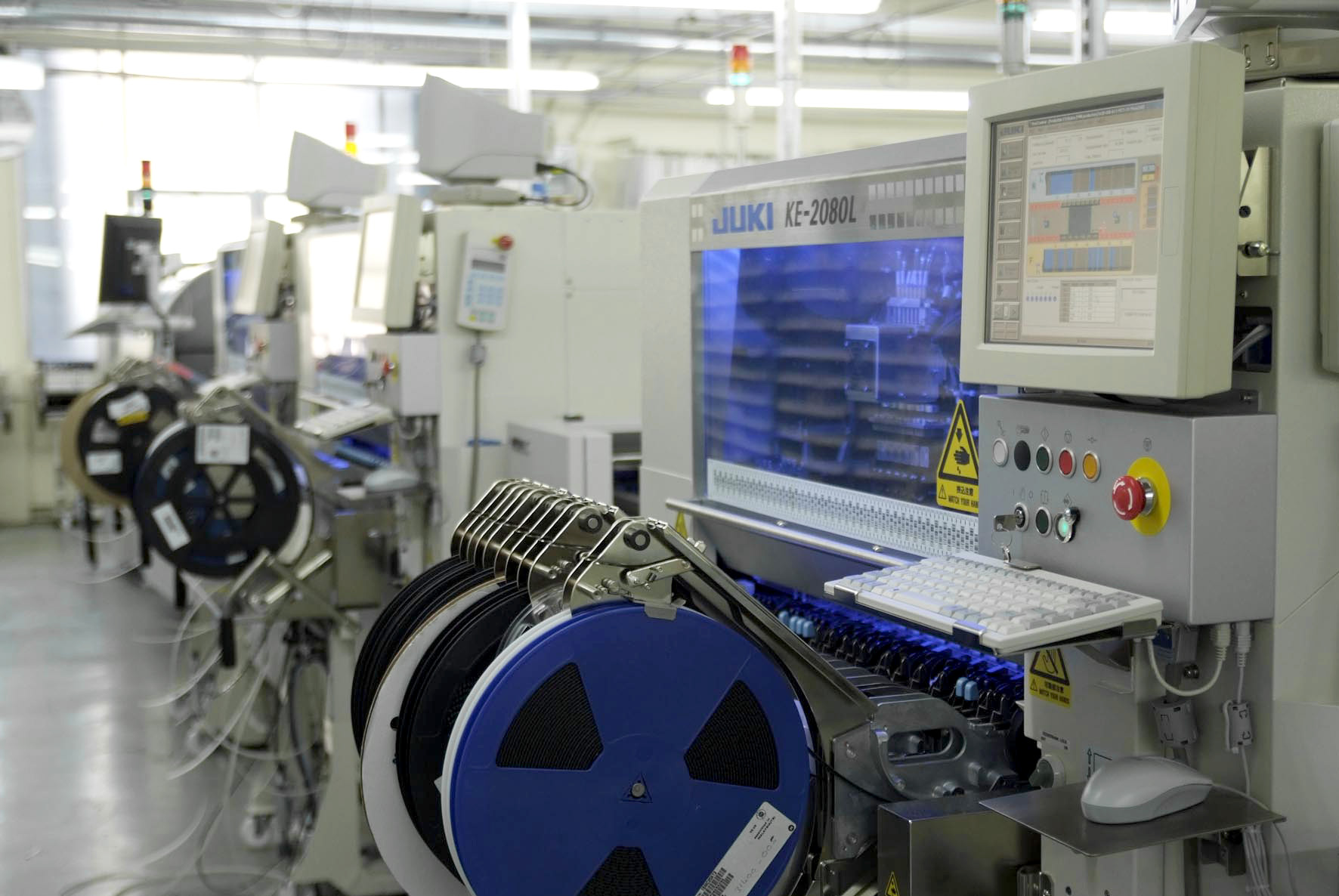
Machines SMD sur le site de Douvres.

Megger Group possède des sites de fabrication et des centres de vente dans plusieurs pays du monde. Les principaux sites de production sont à : Douvres, Dallas, Valley Forge et Danderyd.
Tous les sites de fabrication sont certifiés ISO 9001:2000 et les sites de Dover et Danderyd sont certifiés ISO 14001.

### Assistance commerciale et technique
Le Groupe compte plus de 1 000 points de distribution dans 132 pays. 85% des ventes sont réalisées via le réseau de distribution. Il existe des centres de vente dans plusieurs pays et les produits sont également vendus via des distributeurs spécialisés tels que RS Components et plus récemment Test Equipment Connection Corporation,.
Il existe au total 15 bureaux de vente et d'assistance technique aux États-Unis, au Canada, à Douvres, à Paris, à Mumbai, à Sydney et à Bahreïn.

### Types de produits
Megger produit plus de 1 000 produits regroupés dans 25 catégories:
1. Équipement de test de batterie

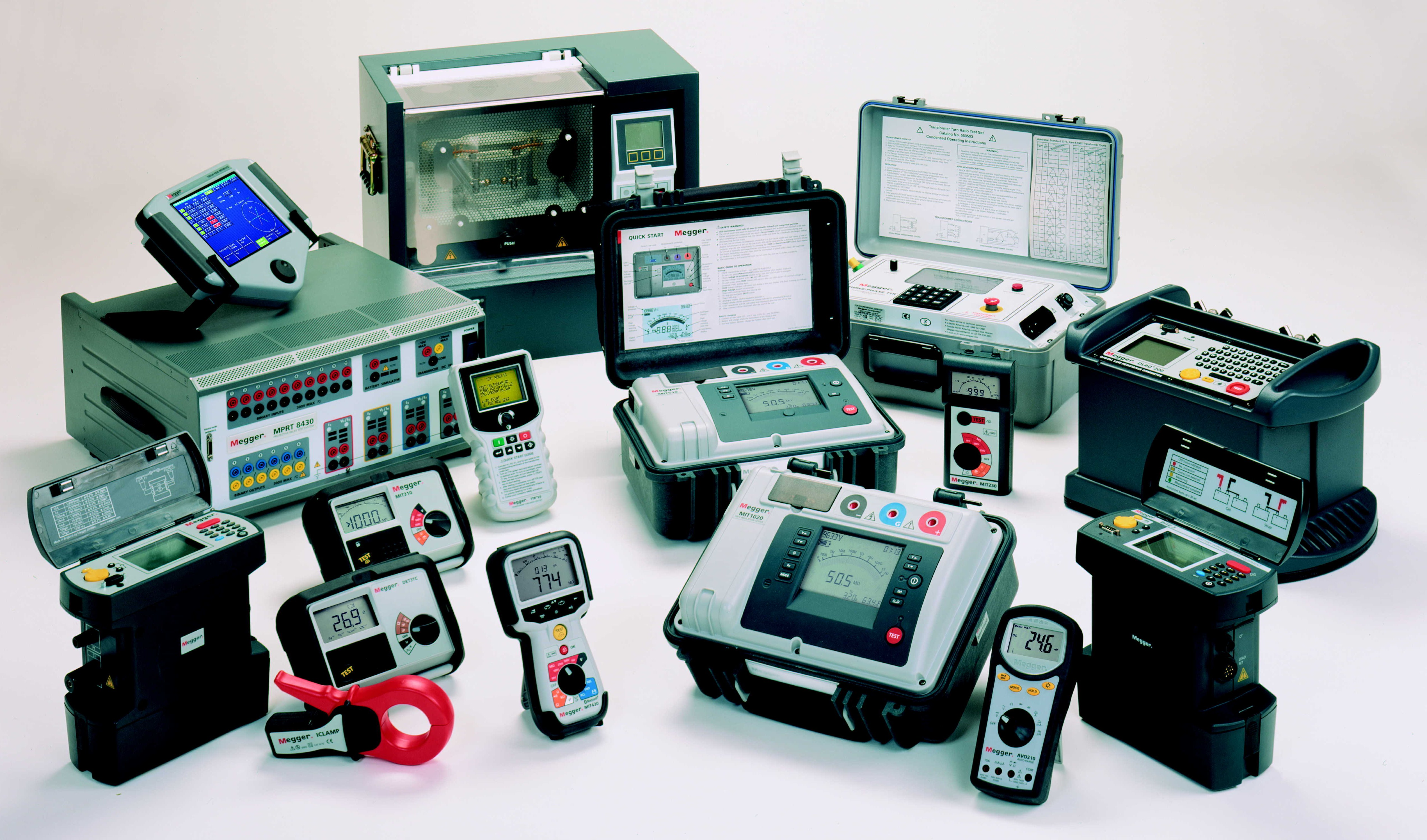
Gamme de produits Megger (site de Douvres)

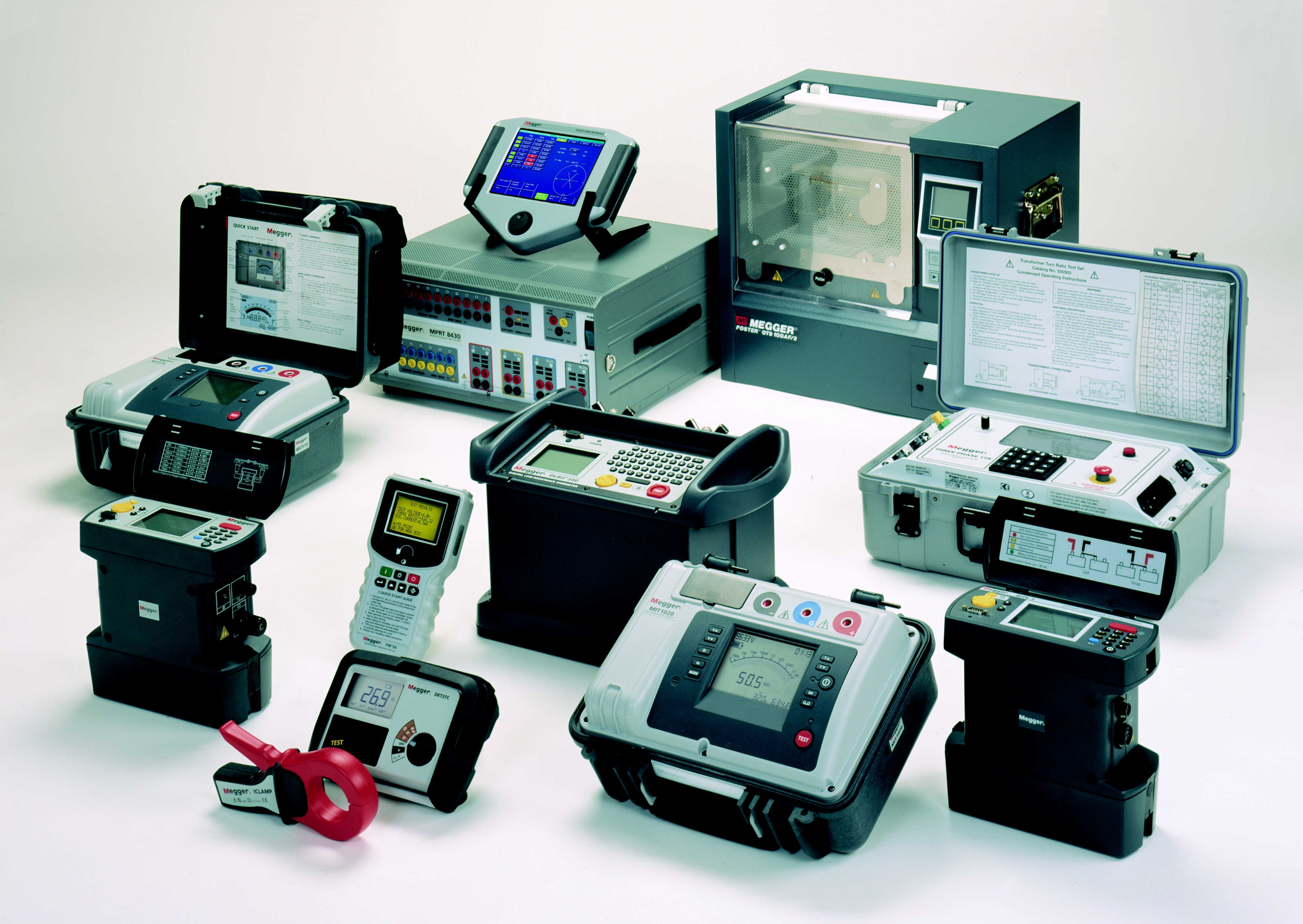
Produits de « diagnostic de puissance » Megger.

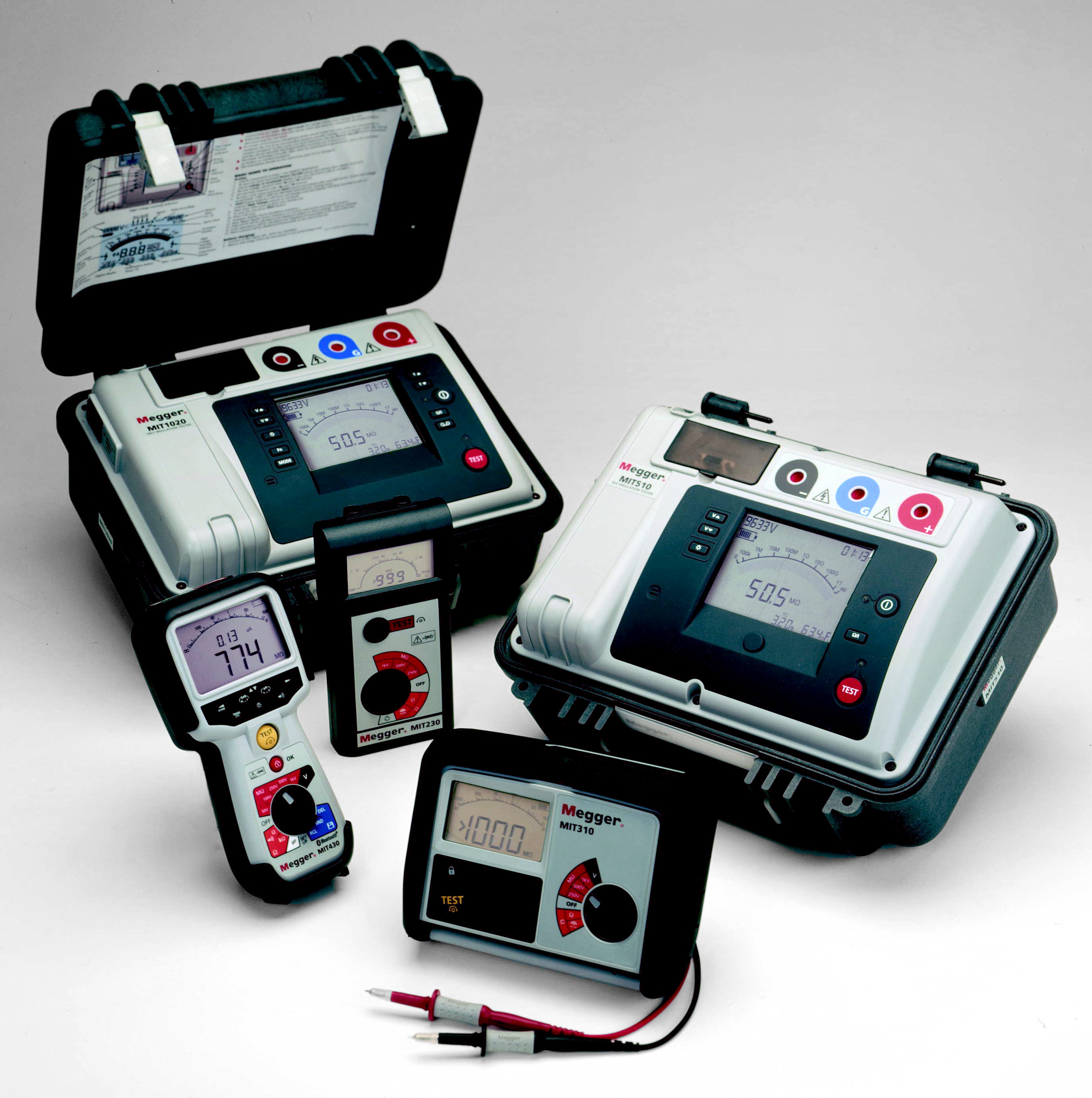
Testeurs d'isolement Megger

2. Équipement de localisation de défaut de câble
3. Testeurs de disjoncteur
4. Testeurs de communication de données
5. Testeurs de fibre optique
6. Testeurs de résistance de terre
7. Testeurs de facteur de puissance d'isolement
8. Testeurs de résistance d'isolement
9. Équipement de test de ligne
10. Ohmmètres à faible résistance
11. Testeurs de rotation de moteur et de phase
12. Multimètres
13. Testeurs d'huile
14. Équipement de test de décharge partielle
15. Testeurs d'appareils et d'outils portables
16. Instruments de qualité de puissance
17. Équipement de test de réenclencheur
18. Testeurs de relais
19. Testeurs de réseau T1
20. Tachymètres et instruments de mesure de vitesse
21. Testeurs de réflectométrie dans le domaine temporel
22. Testeurs de défauts de transmission
23. Testeur de wattheuremètre
24. États bornier et interrupteurs de test
25. Programmes professionnels de formation technique et de sécurité

L'équipement est grossièrement divisé en trois groupes : électricité, bâtiment et câblage, et télécommunications.

## Charité
Megger a fait don de 5 % de son chiffre d'affaires chinois (pendant trois mois) à la Croix-Rouge locale après le tremblement de terre de 2008 au Sichuan. Cela a également été précédé d'une réduction de 15% sur tous leurs équipements vendus en Chine immédiatement après le tremblement de terre.
Plus de 9 000 $ d'équipement de test électrique ont été donnés au North American Wind Research and Training Center (NAWRTC) du Mesalands Community College.